# 弾丸ドラッガー
『弾丸ドラッガー』は、渡辺大樹による日本の漫画作品。講談社の『イブニング』にて2010年1号から2011年7号まで連載された。

## あらすじ
製薬会社の陸上部に所属する沢村は、かつてオリンピックで7位に入賞した名スプリンターである。だが今では選手としてのピークを過ぎ、思い通りの記録が出せずに焦りを募らせていた。ある日突然、会社側の方針により、タイムトライアルで10秒40を切れない選手は全員退部と言う厳しい命令が下される。慌てる選手達だが、沢村が最も退部の可能性が高いのは明らかだった。落ち込む沢村に、スポーツドクターの雨宮がある実験の披験体になる事を勧める。肉体の潜在能力を引き出し、反射神経を強化する、超小型の装置を体に埋め込むのだと言う。雨宮の説得と、選手生命維持の誘惑に負け、施術を受ける沢村。その十日後のタイムトライアル、沢村は明らかに出遅れたにもかかわらず10秒26と言う驚異的な記録を出す。経験したことの無い感覚に高揚する沢村。だがその後、周囲の時間が止まって感じられるなど、沢村の体に異常な現象が起き始める。一方、陸上部の監督にはドーピングを疑われ、長年にわたる信頼関係が崩れてしまう。事態は沢村の思惑を越えて進んでいくのだった。

## 登場人物
沢村 弾（さわむら はずむ）
瞬天製薬勤務のスプリンター。衰えつつある自分の走りに焦り、危険な実験に参加する。
雨宮（あまみや）
女性スポーツドクター。陸上部の選手の体調管理を受け持つ一方、極秘のプロジェクトを推し進めている。

## 単行本
1. 2010年6月23日刊行 ISBN 978-4-06-352317-1
2. 2011年5月23日刊行 ISBN 978-4-06-352364-5